# نيلسون رويال
نيلسون رويال (بالإنجليزية: Nelson Royal)‏ هو مصارع محترف أمريكي، ولد في 21 يوليو 1935 في ويلورايت في الولايات المتحدة، وتوفي في 3 فبراير 2002 في موريسفيل في الولايات المتحدة بسبب نوبة قلبية.

## وصلات خارجية
- نيلسون رويال على موقع CageMatch worker (الإنجليزية)

- نيلسون رويال على موقع IMDb (الإنجليزية)